# Hangprojektor
Egy hangprojektor, soundbar, sound bar vagy media bar egy egyfajta hangszóró, mely egy széles burkolatból szól.  Sokkal szélesebb mint amilyen magas, részben akusztikai okokból, részben pedig azért, mert könnyen szerelhető egy kijelző alá vagy fölé, pl. egy számítógép monitora fölé, illetve egy televízió vagy egy házimozi képernyője alá. Alapvetően egy hangprojektor kabinetben több hangszóró kerül elhelyezésre, amely segít térhatású vagy sztereó hatást létrehozni.

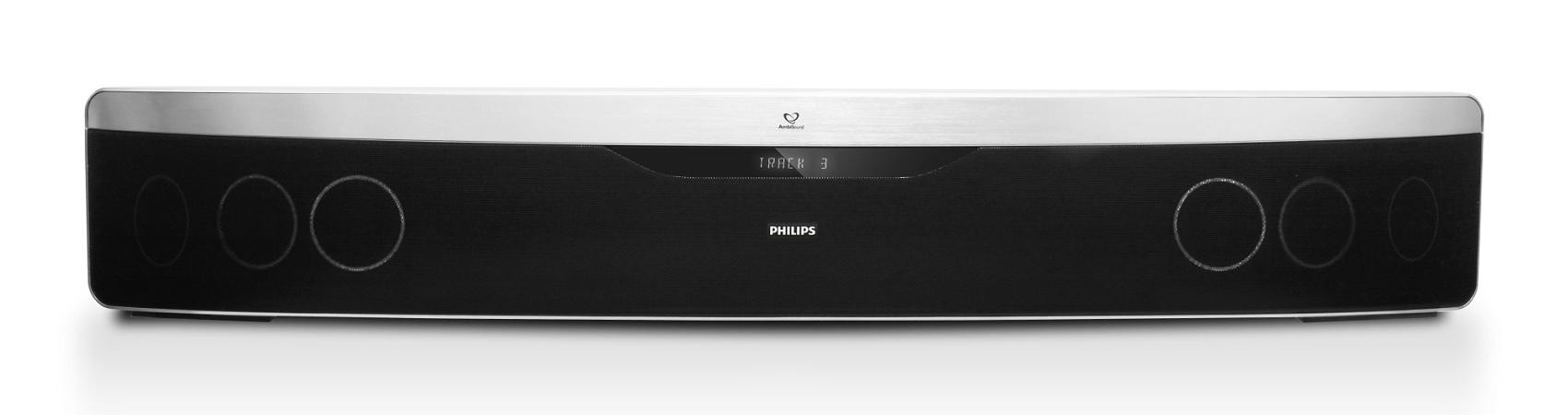
Hangprojektor

## Történelem
A korai passzív változatok egyszerűen egy bal, egy közép és egy jobb hangszórót integráltak egy dobozban, néha így is hívták (az angol left, centre, right szavak után) "LCR hangszórónak".
Az Altec Lansing bevezetett egy többcsatornás hangsugárzót 1998-ban A Digitális Színház Hangja (Voice Of The Digital Theatre) illetve ADA106 néven. Ez egy aktív hangszóró rendszer volt, amely Sztereo, Dolby Pro-Logic, valamint AC3 surround hangzást biztosított a hangsugárzó valamint egy különálló mélynomó által. A hangprojektorban négy 3" teljes tartományt lefedő hangsugárzók, valamint két 1" magassugárzó kapott helyet, míg a mélynyomó egy 8" kettős tekercselésű drivert tartalmazott. Az A Digitális Színház Hangja az Altec Lansing oldalsugárzó technológiáját és algoritmusát használta, hogy térhatású hangot biztosítson oldalról, hátsót és elsőt. Ez a konfiguráció megszüntette a különböző hangszórók vezetékezését, valamint a teret amelyet azok igényeltek.
A Pioneer Electronics (USA) Inc. 2002-ben bejelentette a PDSP-1 jelű, a világ első digitális hang projektort, amely egyforrású hangszóró panelt használt, hogy diszkrét 5.1 csatornás térhatású hangot szolgáltasson több, mint 500 watt teljesítménnyel.
A Polk Audio rendelkezett korábban a sztereó hangkép kiszélesítésének módszerével az áthallás megszüntetése által a bal hangszóróból a jobb fülbe és fordítva. Ezt bővítették ki hogy  surround hatást érjenek el egy dobozból, ami a SurroundBar nevet kapta 2005 körül. A címke ezt tartalmazta: "Öt csatorna. Egy hangszóró. Nulla rendetlenség."
A Philips dolgozott hasonló technológián, az úgynevezett Ambisound amely egy korábbi technológiából, a 'SonoWave'-ből született 2007-ben. Az utóbbiban a hangsugárzó két egységre oszlott, mindkettőben három-három teljes tartományú fázisvezérelt driverrel.[forrás?]
A Yamaha YSP-1 Digitális Sound Projektor nyerte a Legjobb előadás díját a 2005 januári Consumer Electronics Show-t. Nemcsak nagy bal, illetve a jobb vezérlői voltak, hanem kb. 40 kis közép-hangszóró lett fázisvezérelve. Ezeket pedig automatikusan konfiguálta egy beállító program, amely egy beépített tesztmikrofonnal vizsgálta a szoba falairól visszaverődő hangot.
A HEOS by Denon útjára indította a HEOS HomeCinema rendszert 2015 júniusában, amely magában foglal egy mélysugárzót és hangsugárzót kettős 2x5" precíziós vezérlővel, amely felső basszust és középtartományú hangot produkál a hifi hangzásért egészen 20kHz-ig.

## Előnyök és hátrányok
A hangprojektorok viszonylag kicsik, könnyen elhelyezhetők egy kijelző alá, könnyen beállíthatók, általában olcsóbbak, mint a többi sztereó hangrendszer.
Azonban, mivel kisebb méretűek, illetve az elhelyezésük kevésbé rugalmas, a hangprojektorok nem töltik be annyira a szobát hanggal mint a különálló hangszórókból álló sztereó rendszerek.

## Hibrid hangprojektor
Hogy mind a hangprojektorok, mind a sztereó rendszerek előnyeit kihasználják, egyes gyártók hibrid hangprojektorokat készítenek, melyben a hangprojektor szolgáltatja a bal, középső és jobb oldali hangszórókat, valamint (vezetéknélküli) mélysugárzók illetve hátsó bal és hátsó jobb hangszórók vannak. Néha a gyártók bal, közép és jobb hangszórókat tartalmazó hangprojektorokat készítenek lecsatolható, tölthető hátsó bal és hátsó jobb hangszórókkal.

## Hangprojektor használata
A hangprojektorok elsősorban azért készültek, hogy erős hangot generáljanak jó mély hangzással. A hangprojektorok használata folyamatosan emelkedett, amint a világ átállt a lapos képernyők használatára. A korábbi televíziók, kijelzők elsősorban katódsugárcsövesek voltak, ezért a dobozuk nagyobb volt, amelyek nagyobb hangszórókkal jó hangzást biztosított. De a síkképernyős televíziókkal azok fizikai mélysége is drámaian csökkent, kevés helyet hagyva a hangszóróknak. Ennek eredményeként a beépített hangszóró a basszus hangokban hiányt szenvedett. A hangprojektorok segítenek áthidalni ezt a szakadékot. Az olyan gyártók, mint a Bose, Pioneer, Polk, Yamaha vezetők a nagy teljesítményű hangprojektorok szegmensében.[forrás?]
A hangprojektorok szintén megszüntetik a TV vagy monitor hátuljából sugárzott, a falról visszaverődő hang veszteségét.

## Hangállványok
A hangállványok hasonlók a hangprojektorokhoz de arra tervezték, hogy azon álljon a TV. Mivel a méretük nagyobb, a hangállványoknak jellemzően jobb a basszus hangjuk mint a hangprojektoroknak, kivéve ha az utóbbinak külön mély sugárzója van.

## Lásd még
- Hangszóró